# Kadua degeneri
Kadua degeneri är en måreväxtart som först beskrevs av Francis Raymond Fosberg, och fick sitt nu gällande namn av Warren Lambert Wagner och David H. Lorence. Kadua degeneri ingår i släktet Kadua och familjen måreväxter.

## Underarter
Arten delas in i följande underarter:
- K. d. coprosmifolia
- K. d. degeneri